# Gianni Rivera Foo
Gianni Mauricio Rivera Foo  (Valparaíso, 31 de mayo de 1983) es un ingeniero comercial y político chileno, militante del Partido Demócrata Cristiano. Ejerció como Gobernador de la provincia de Marga Marga entre 2014 y 2016.

## Biografía
Nació en Valparaíso el 31 de mayo de 1983, hijo de José Rivera y Elizabeth Foo. Está casado con Claudia Matallana Pasten, con quién tiene una hija llamada en común. [cita requerida]
Los estudios primarios los realizó en el Colegio Dabruna de Valparaíso, mientras que los estudios secundarios los hizo en el Liceo A-23 de Playa Ancha de la misma ciudad. Posteriormente, ingresó a la Universidad de Valparaíso a estudiar Ingeniería Comercial, titulándose el año 2008.
Realizó un Diplomado en Seguridad y Defensa en la Academia Nacional de Estudios Políticos y Estratégicos (ANEPE) y otro en Economía Social de Mercado en la Universidad Miguel de Cervantes (UMC). Actualmente, es candidato a una Maestría en Administración de Negocios (MBA) en las universidades Diego Portales de Chile y Pompeu Fabra de España.
Además de su carrera política ha ejercido como ingeniero comercial en diversas áreas del sector privado regional, nacional e internacional.

## Trayectoria dirigencial y política
Se incorporó al Partido Demócrata Cristiano en 1997 a la edad de 13 años. En el año 1999 asume como presidente del Centro de Alumnos del Liceo A-23 de Playa Ancha. En el 2000 toma el rol de presidente de la Federación de Estudiantes Secundarios de Valparaíso.
En 2001 forma parte del Parlamento Juvenil como vicepresidente junto a Daniel Manouchehri y Juan Pablo Longueira, hijo del excandidato presidencial, Pablo Longueira.[cita requerida]
En el año 2004 como en el 2007 resulta elegido presidente de Centro de Alumnos de Ingeniería Comercial de la Universidad Valparaíso. En el año 2005 obtiene el cargo de presidente de la Federación de Estudiantes de la Universidad de Valparaíso (FEUV).
El 2008 asume el rol de Consejero de la Facultad de Ciencias Económicas y Administrativas de la Universidad Valparaíso, siendo el representante de los estudiantes en el Consejo.
En 2010 empieza activamente su actividad política, ya que asume el rol de Consejero Nacional de la Juventud Demócrata Cristiana, para posteriormente, entre 2011 y 2012, ejercer como presidente comunal del PDC en Viña del Mar. Para 2013 fue designado jefe de campaña del Comando de la entonces candidata presidencial Michelle Bachelet en Viña del Mar. 
Se desempeñó como gobernador de la provincia de Marga Marga, la cual comprende las comunas de Quilpué, Villa Alemana, Limache y Olmué, cargo que asumió el 11 de marzo de 2014, cuando fue designado por la presidenta Michelle Bachelet. Dejó el cargo el 22 de febrero de 2016 para lanzar su precandidatura a la Alcaldía de Villa Alemana.
Después de su periodo como gobernador, se presenta a las elecciones primarias por la Democracia Cristiana para alcalde por Villa Alemana y Peñablanca, donde compite contra el dos veces alcalde, el doctor Ramón García Gómez, a quien supera en votación logrando ser el candidato en las elecciones de 2016, sin resultar elegido como alcalde. Para las elecciones municipales 2021 de se presentó como candidato a concejal por Viña del Mar, sin resultar electo en el cargo.
Fue también director de la corporación municipal de Valparaíso (CORMUVAL).

## Resultados electorales

### Primarias Democracia Cristiana Villa Alemana - Peñablanca 2016
| Candidato          | Votos | %  | Resultado |
| ------------------ | ----- | -- | --------- |
| Gianni Rivera Foo  | 984   | 61 | Ganador   |
| Ramón García Gómez | 584   | 39 |           |